# Rio Geamănele Mari
O Rio Geamănele Mari é um rio da Romênia, afluente do Asău, localizado no distrito de Bacău.